# Os Coutos
Os Coutos ist ein Parroquia in der Gemeinde Ibias in der spanischen Provinz Asturien.
Das Parroquia hat eine Gesamtfläche von 9,47 km² und zählte 2011 74 Einwohner. Los Cotos liegt auf einer Höhe von 589 m über dem Meeresspiegel am Rio Navia mit dem Pena Rogueira, 1.961 m als höchste Erhebung. Valdeferreiros, der größte Ort, liegt 23 Kilometer von der Regionalhauptstadt San Antolín de Ibias entfernt.

## Sehenswertes
- Kapelle Santa Comba
- Kirche
- Hórreos des Architekten Florencio Nogueiro

## Feste und Feiern
- Fiesta de Santa Comba, 15. August

## Dörfer und Weiler
- Folgueiras Os Coutos – 8 Einwohner 2011
- Lagua – 9 Einwohner 2011
- La Muria – 2 Einwohner 2011
- Parada – 6 Einwohner 2011
- Santa Comba Os Coutos (Santacomba) – 4 Einwohner 2011
- Valdeferreiros – 32 Einwohner 2011
- Vilarello – 6 Einwohner 2011
- Villaselande – 5 Einwohner 2011
- Viñal – 2 Einwohner 2011